# 1974 في جمهورية أيرلندا
فيما يلي قوائم الأحداث التي وقعت خلال عام 1974 في جمهورية أيرلندا.

## سياسة

### انتهاء فترة المنصب
- 17 نوفمبر – أرسكين تشايلدرز هاميلتون قائمة رؤساء أيرلندا.

## ظهور
- 1 يناير – بايليز

## مواليد

### يوليو
- 9 يوليو – غاري كيلي لاعب كرة قدم أيرلندي.

### أغسطس
- 27 أغسطس – سكوت بارون لاعب كرة مضرب أيرلندي.

### ديسمبر
- 7 ديسمبر – براندان كينيدي لاعب كرة قدم أيرلندي.

## وفيات

### نوفمبر
- 23 نوفمبر – كورنيليوس ريان (مواليد 1920) صحفي أيرلندي.